# St. Leonhard (Jägersdorf)

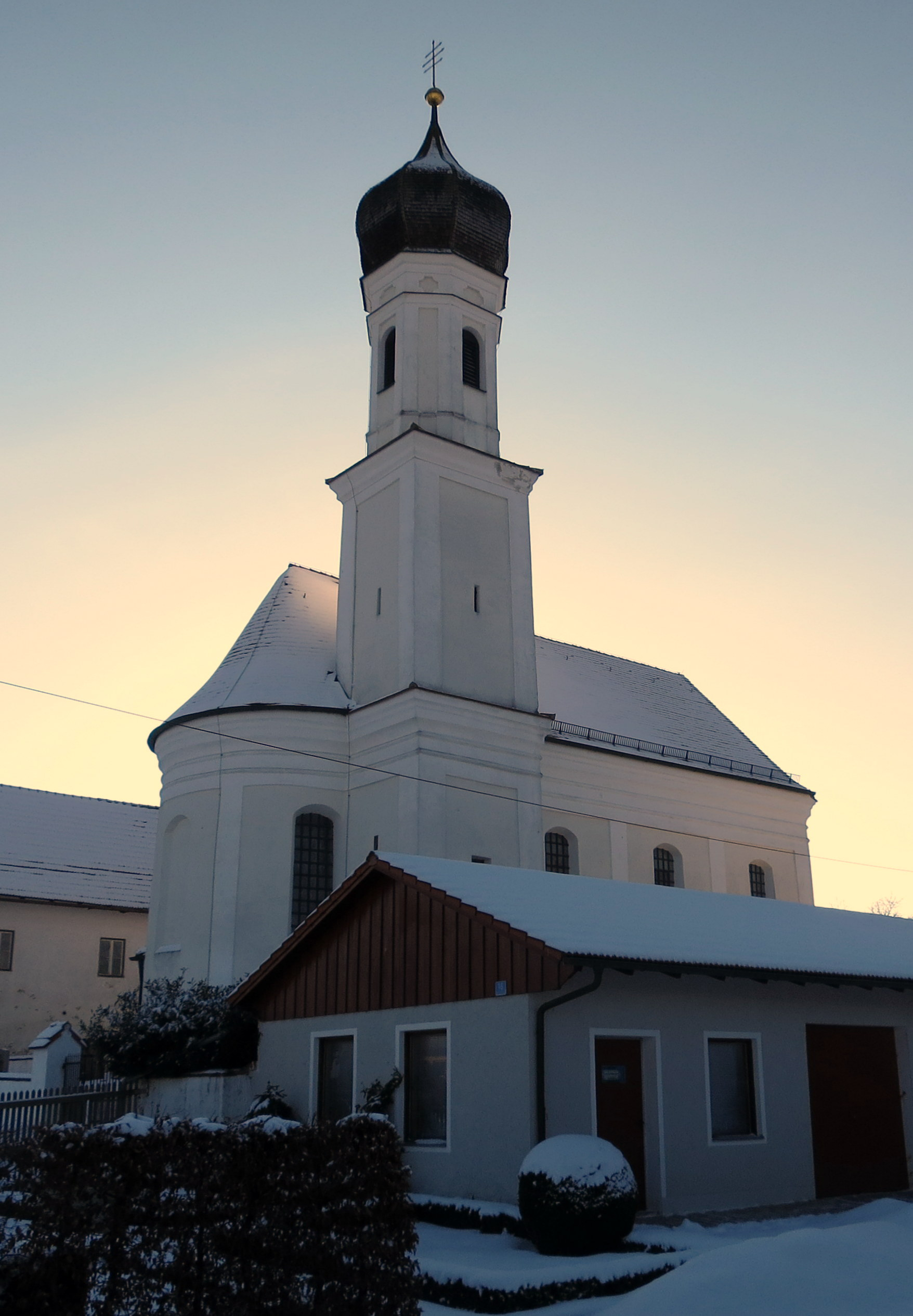
St. Leonhard im Gegenlicht

Die Filialkirche St. Leonhard des Ortsteils Jägersdorf der Gemeinde Wolfersdorf im Landkreis Freising ist ein spätbarocker Saalbau mit eingezogener Apsis, Chorflankenturm mit Zwiebelhaube und angefügter Sakristei, erbaut 1717. Sie ist ein geschütztes Baudenkmal und in der Liste der Baudenkmäler in Wolfersdorf mit der Nr. D-1-78-156-8 verzeichnet.

## Geschichte
Das alte Kirchenbauwerk von Jägersdorf, das um 1300 erbaut worden war, stürzte zu Beginn des 18. Jahrhunderts wegen Baufälligkeit zum Teil ein, so dass man sich zu einem Neubau der Kirche entschloss. Die Aufträge dazu bekamen der Maurermeister Gregor Wagner aus Moosburg und der Zimmermeister Thomas Mayr aus Hartshausen. 1717 wurde die Kirche fertiggestellt, was durch eine Inschrift am Turm und innen neben dem Haupteingang dokumentiert wird.
Der Turm ist typisch für die Zeit des Barock und die Landschaft der Hallertau, in der er steht. Er ist in den unteren Geschossen quadratisch im Querschnitt und außen durch Blendfelder gegliedert; oben ist er achteckig und endet in einer Zwiebelhaube.

## Ausstattung
Das Chorgewölbe im Inneren ist mit vegetabilem Stuck verziert, der Nikolaus Liechtenfurtner zugeschrieben wird. Der Chor hat einen apsidialen Schluss und endet oben in einer Muschel.
Der Hochaltar von 1717 besitzt ein Altarblatt mit Muttergottes und hl. Leonhard, das mit „P. Krippner 1908“ bezeichnet ist; das Oberbild zeigt den hl. Josef, die kleinen Seitenfiguren stellen den hl. Korbinian und einen unbekannten hl. Bischof dar.
Die Seitenaltäre zeigen den sogenannten Zopfstil ihrer Entstehungszeit (1789/90). Beide haben neue Altarblätter. Der nördliche Altar besitzt eine Skulptur des hl. Veit und ein Oberbild, das den hl. Aloisius zeigt. Das südliche Retabel weist eine Skulptur des hl. Laurentius auf und ein Oberbild mit dem hl. Ignatius.
Am Tabernakel gibt es eine thronende Madonna aus dem 17. Jahrhundert. Im Kirchenschiff hängt unter einem Kreuz die Muttergottes im Rosenkranz (17. Jahrhundert). Weitere Skulpturen stehen an den Wänden des Langhauses, der hl. Sebastian (wohl 17. Jahrhundert), der hl. Leonhard und der hl. Stephanus (beide 18. Jahrhundert).

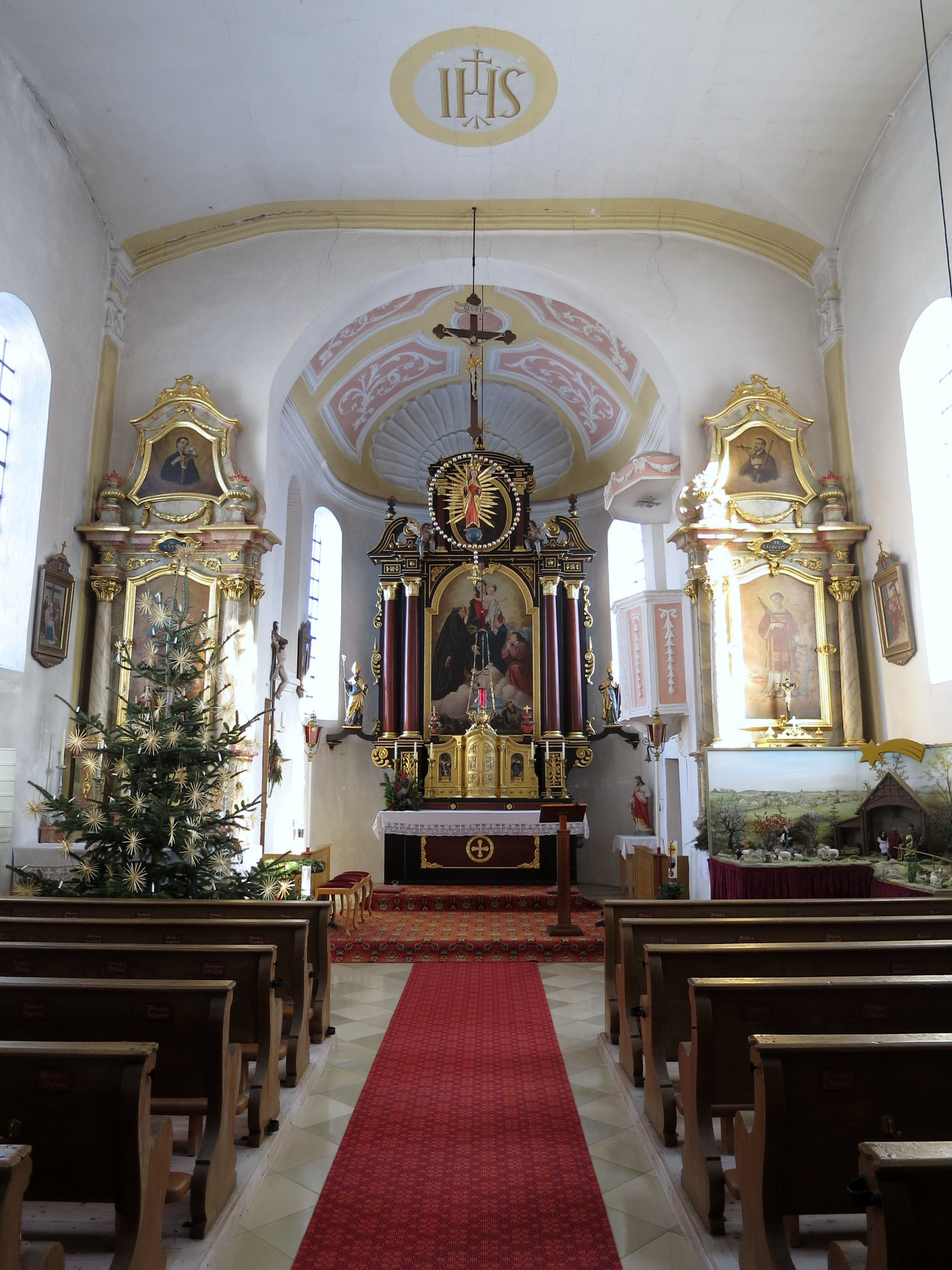
Blick zum Chor auf die Altäre
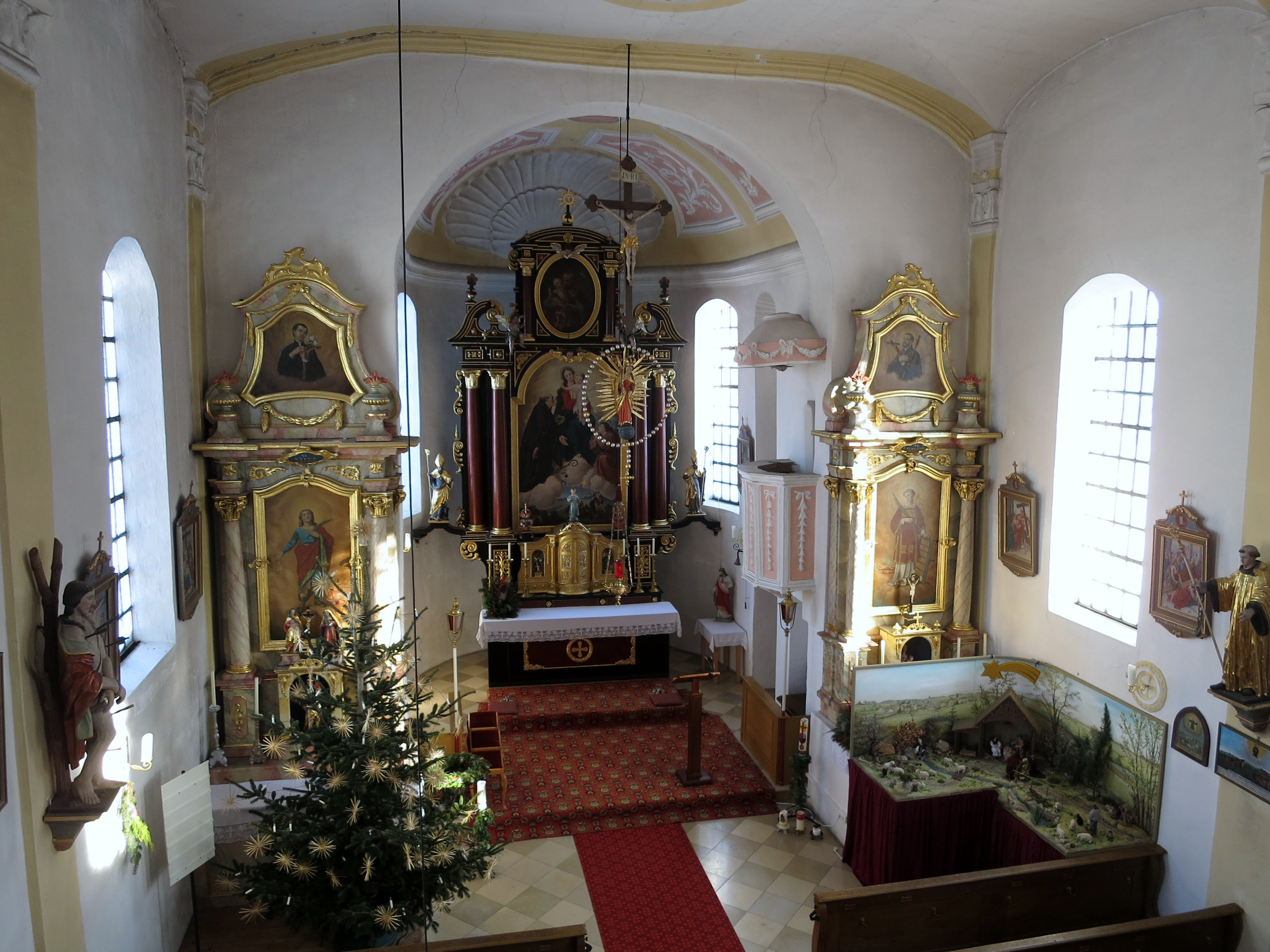
Blick von der Orgelempore
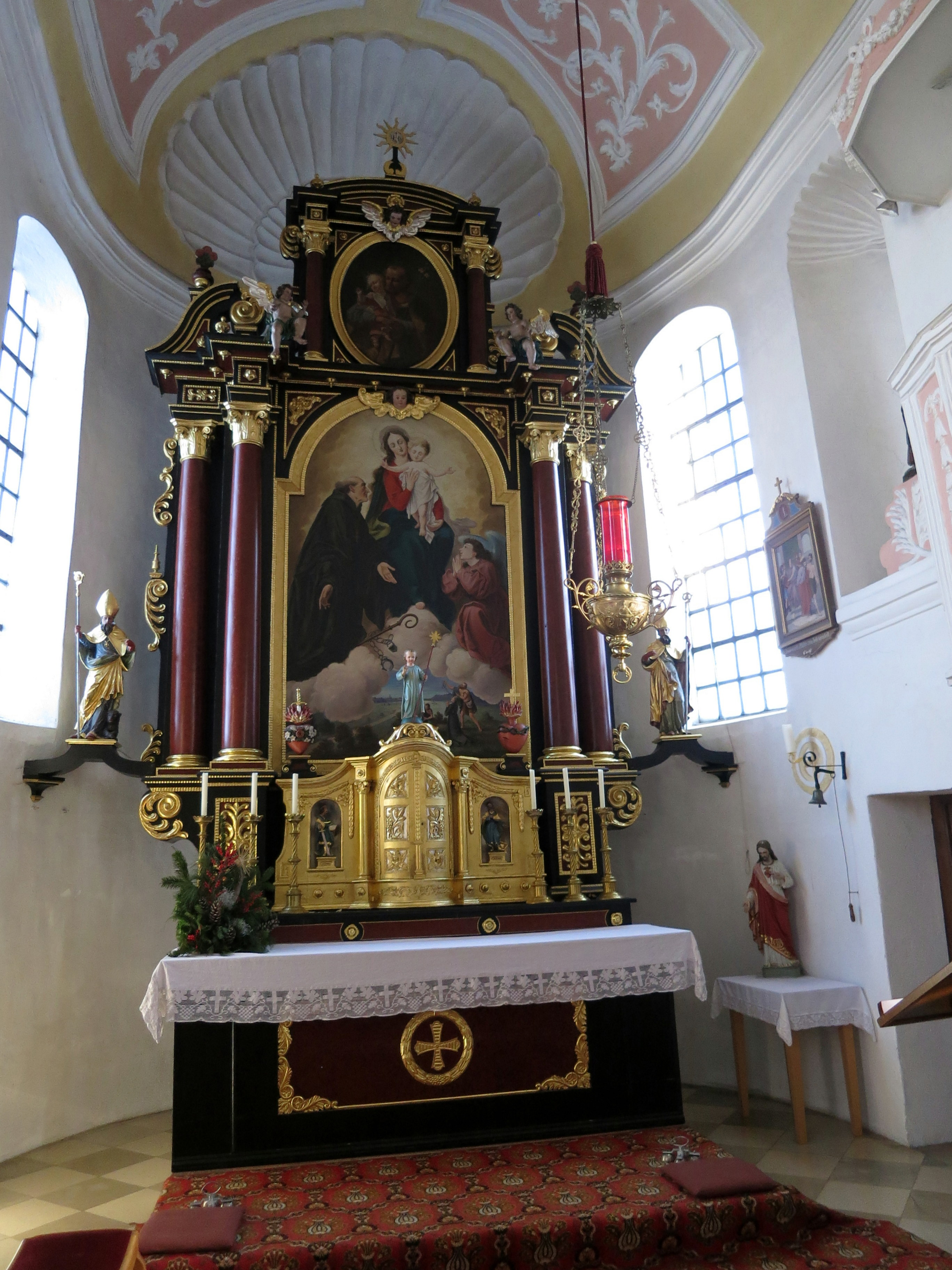
Der Hochaltar, Muttergottes und hl. Leonhard
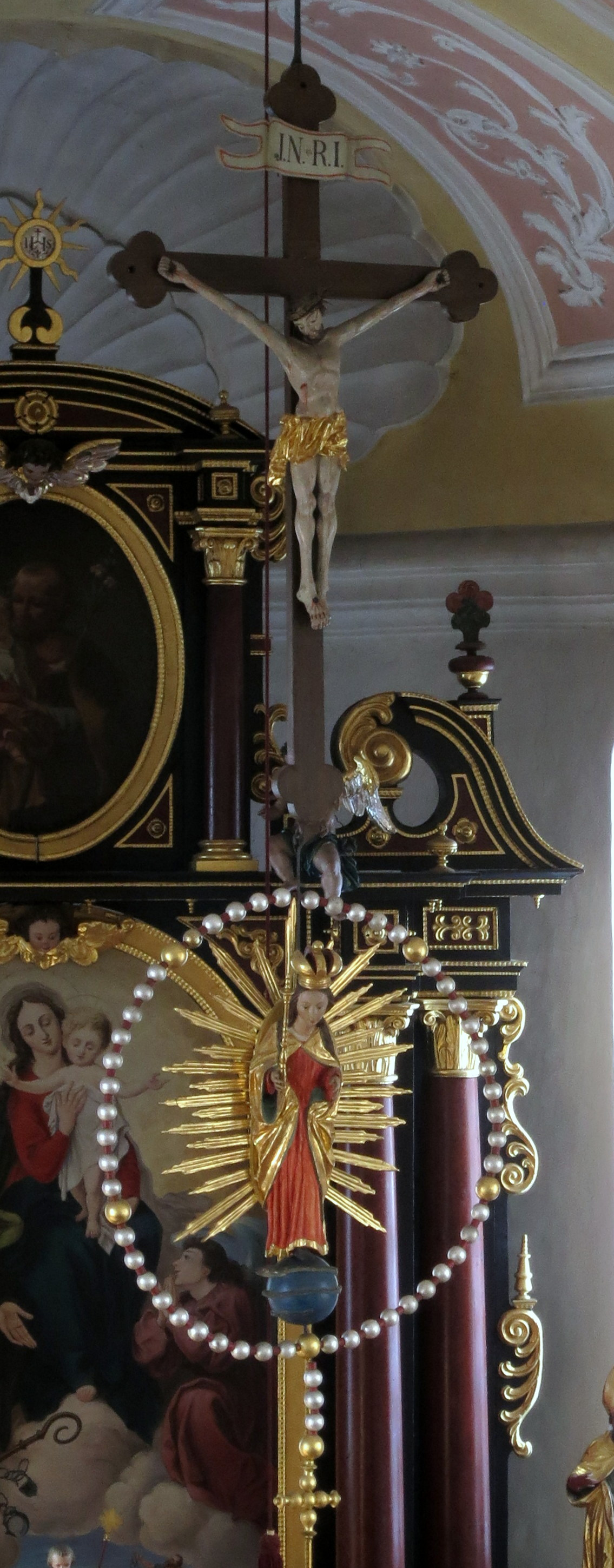
Chorkreuz und Maria im Rosenkranz
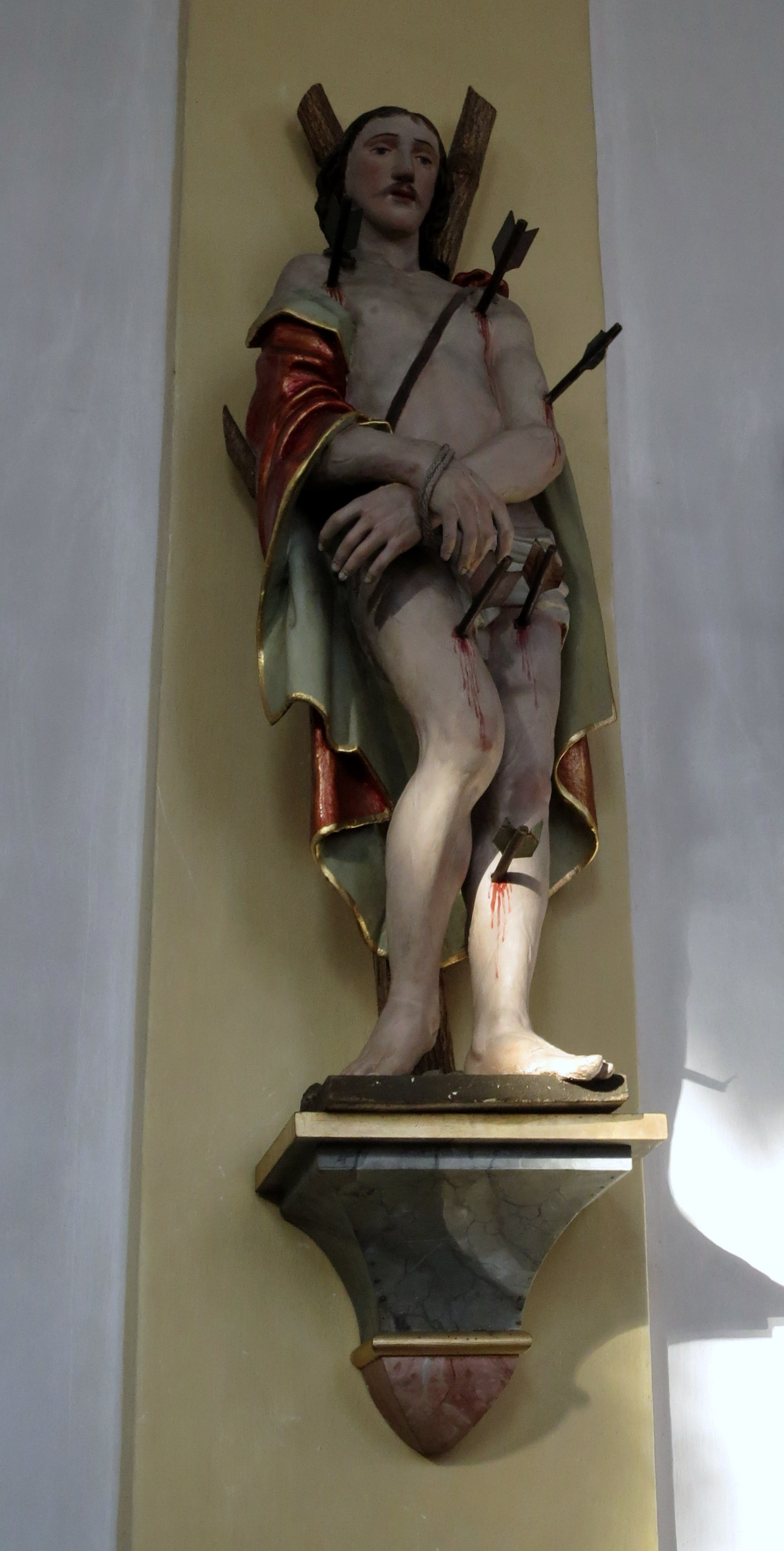
Hl. Sebastian an der Wand des Langhauses
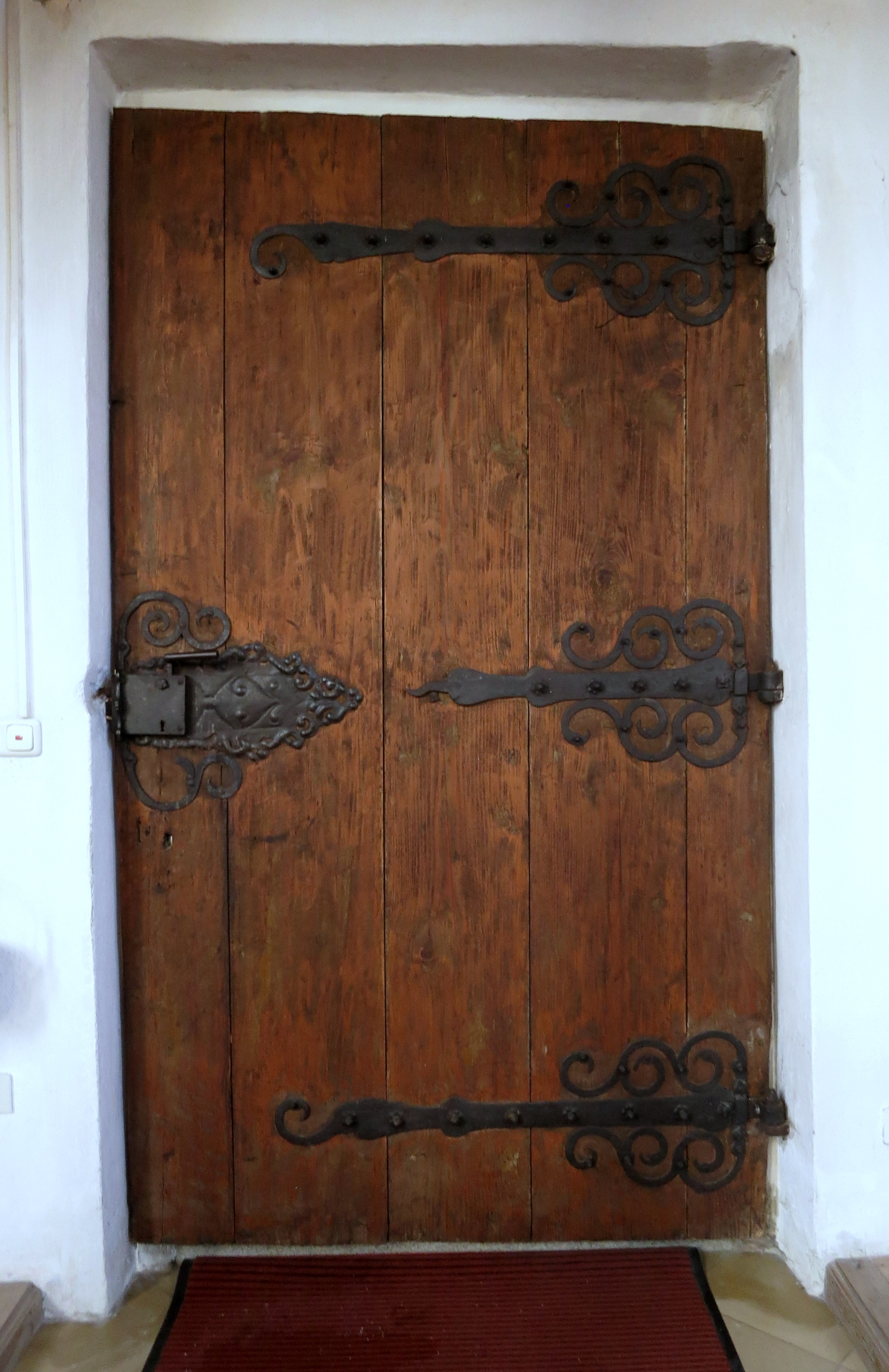
Kirchentür von innen
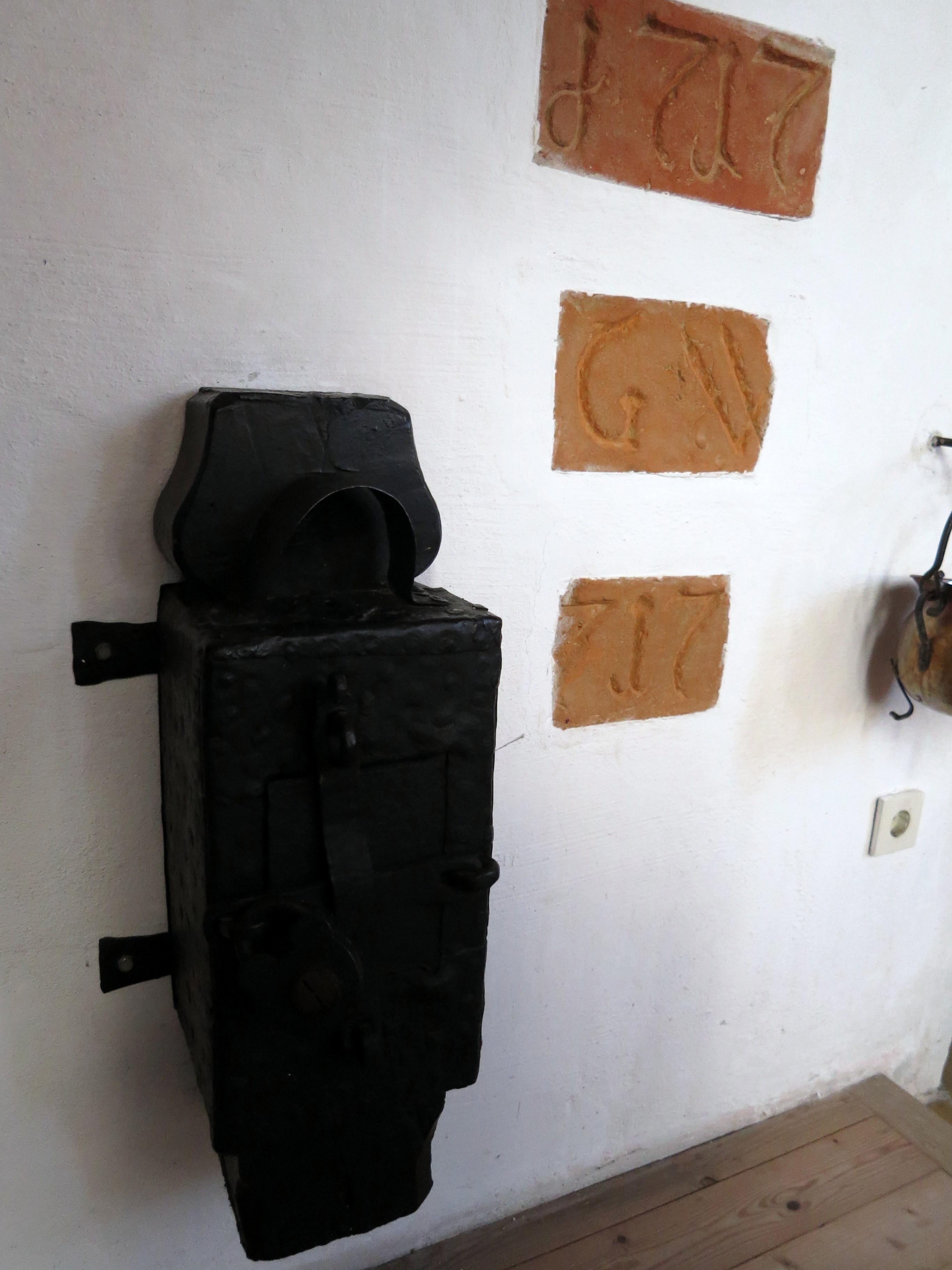
Alter Opferstock und Ziegel mit Baujahr 1717

## Orgel

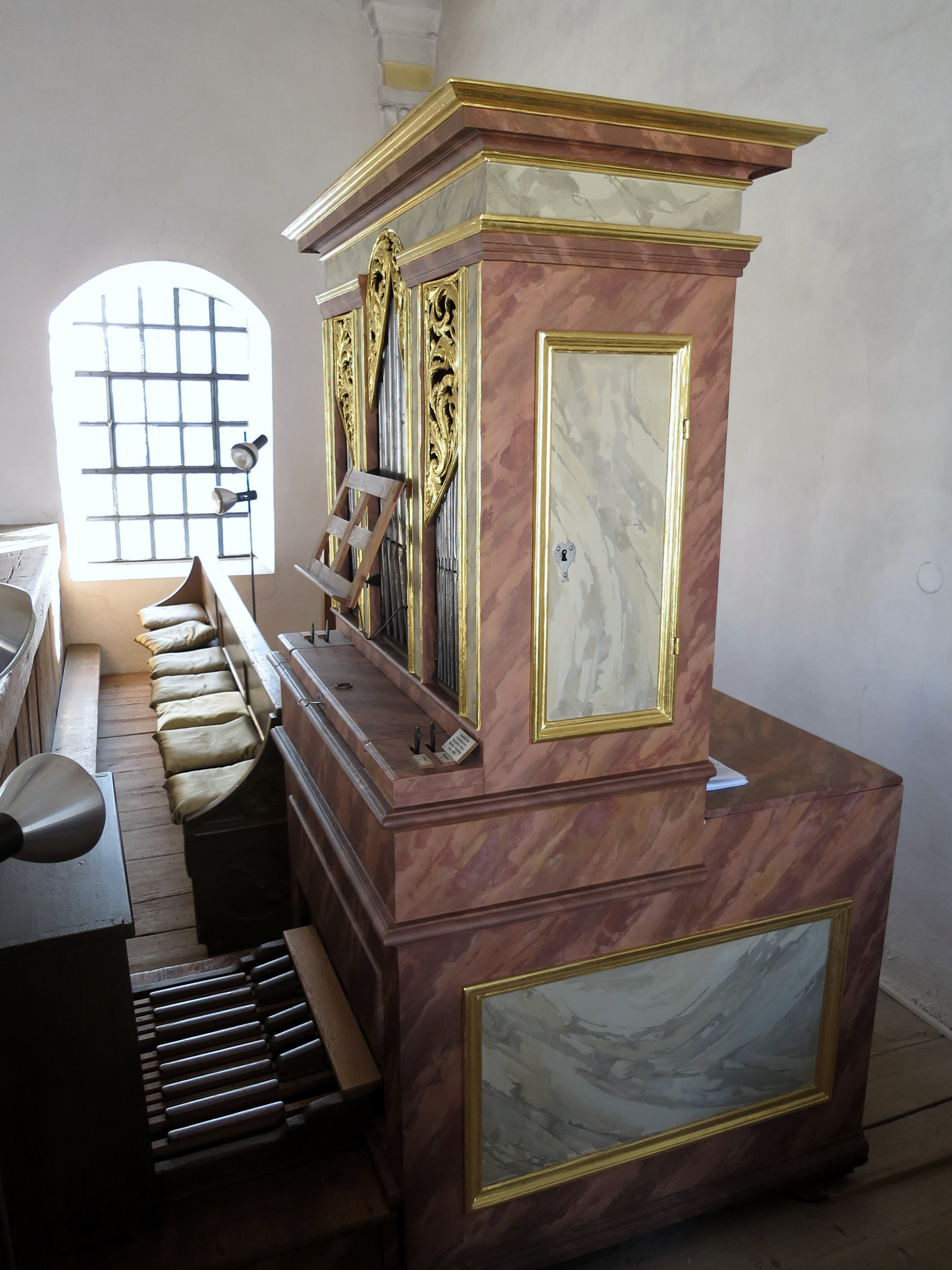
Orgel – bezeichnet mit 1699

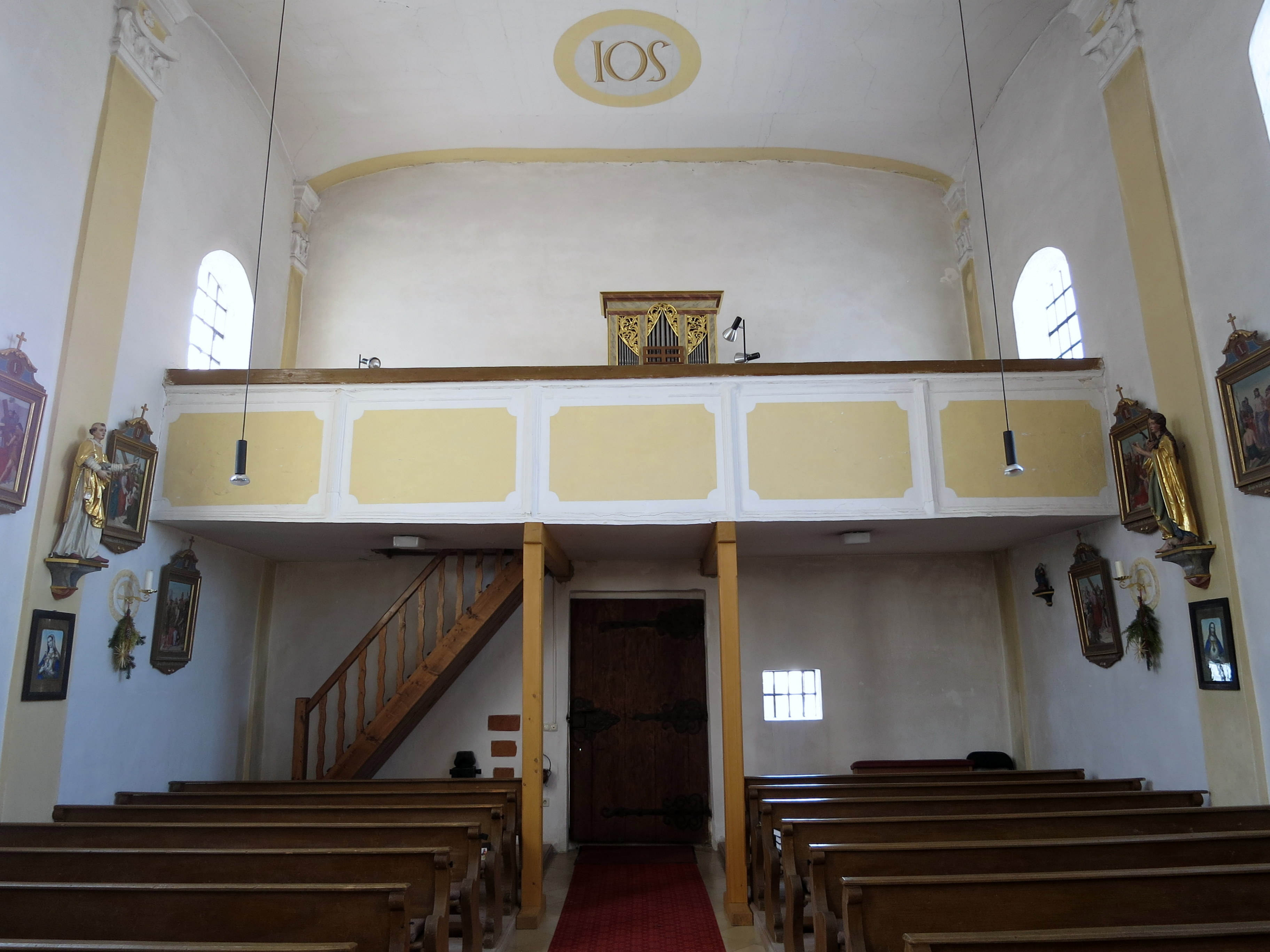
Die Empore mit der Kleinorgel

Auf der Orgelempore steht eine kleine, auf Rollen fahrbare Orgel, die noch durch Blasebälge mit Luft versorgt wird, die mit der Hand bedient werden. Es hat 4 Register (Coppel, Flöte, Prinzipal, Oktave) auf 1 Manual und Pedal und eine mechanische Spiel- und Registertraktur. Es ist ein Kleinod aus der Zeit um 1700. Es ist zu vermuten, dass sich Jägersdorf mit seinen nur 20 Höfen und nur wenig mehr als 100 Bewohnern nie eine große Kirchenorgel leisten konnte.
Die Restaurierung des historischen Positivs (1699) von Ludwig Stolz erfolgte 1998 durch die Firma Maximilian Offner, Kissing.